# Махмуд Мохтар
Махмуд Мохтар Ель-Тетш (араб. مختار التتش, 29 вересня 1905, Каїр — 21 лютого 1965) — єгипетський футболіст, що грав на позиції нападника за клуб «Аль-Аглі», а також національну збірну Єгипту. По завершенні ігрової кар'єри — тренер.

## Клубна кар'єра
У футболі дебютував 1922 року виступами за команду клубу «Аль-Аглі», кольори якої і захищав протягом усієї своєї кар'єри гравця, що тривала цілих дев'ятнадцять років. 

## Виступи за збірну
1928 року дебютував в офіційних матчах у складі національної збірної Єгипту. Протягом кар'єри у національній команді, яка тривала 9 років, провів у її формі 10 матчів, забивши 9 голів.
У складі збірної був учасником  футбольного турніру на Олімпійських іграх 1924 року у Парижі,  футбольного турніру на Олімпійських іграх 1928 року в Амстердамі, чемпіонату світу 1934 року в Італії,  футбольного турніру на Олімпійських іграх 1936 року у Берліні.
На чемпіонаті світу 1934 року зіграв проти збірної Угорщини (2-4)

## Кар'єра тренера
Розпочав тренерську кар'єру, очоливши тренерський штаб клубу «Аль-Аглі». Досвід тренерської роботи обмежився цим клубом.
Помер 21 лютого 1965 року на 60-му році життя.